# Marta García Aller
Marta García Aller (Madrid, 1980), és una professora, periodista i escriptora espanyola.

## Biografia
Va estudiar  Humanitats i Periodisme a la Universitat Carles III de Madrid. Va realitzar un màster en política europea a la Universitat de Bath. Abans d'incorporar-se a El Independiente, diari en el qual treballa des dels inicis de la publicació, va passar per les redaccions de la BBC a Londres, El Mundo, Actualidad Económica i l'agència EFE. Col·labora amb La Brújula, d'Onda Cero, com a analista d'economia i cronista de l'actualitat. Des de 2010 és professora associada del IE School of Human Sciences and Technology del IE Business School.
Des de 2018 col·labora al programa de ràdio Por fin no es lunes, d'Onda Cero.

## Publicacions
- El fin del mundo tal y como lo conocemos (Marta García Aller), 2017, Editorial Planeta, Madrid. ISBN 9788408175384
- ¡Siga a ese taxi...! (Marta García Aller), 2010, Editorial Plataforma, Madrid. ISBN 9788496981867
- La generación precaria (Marta García Aller), 2006, Editorial Espejo de tinta, Madrid. ISBN 9788496280786